# Madeleine Petrovic

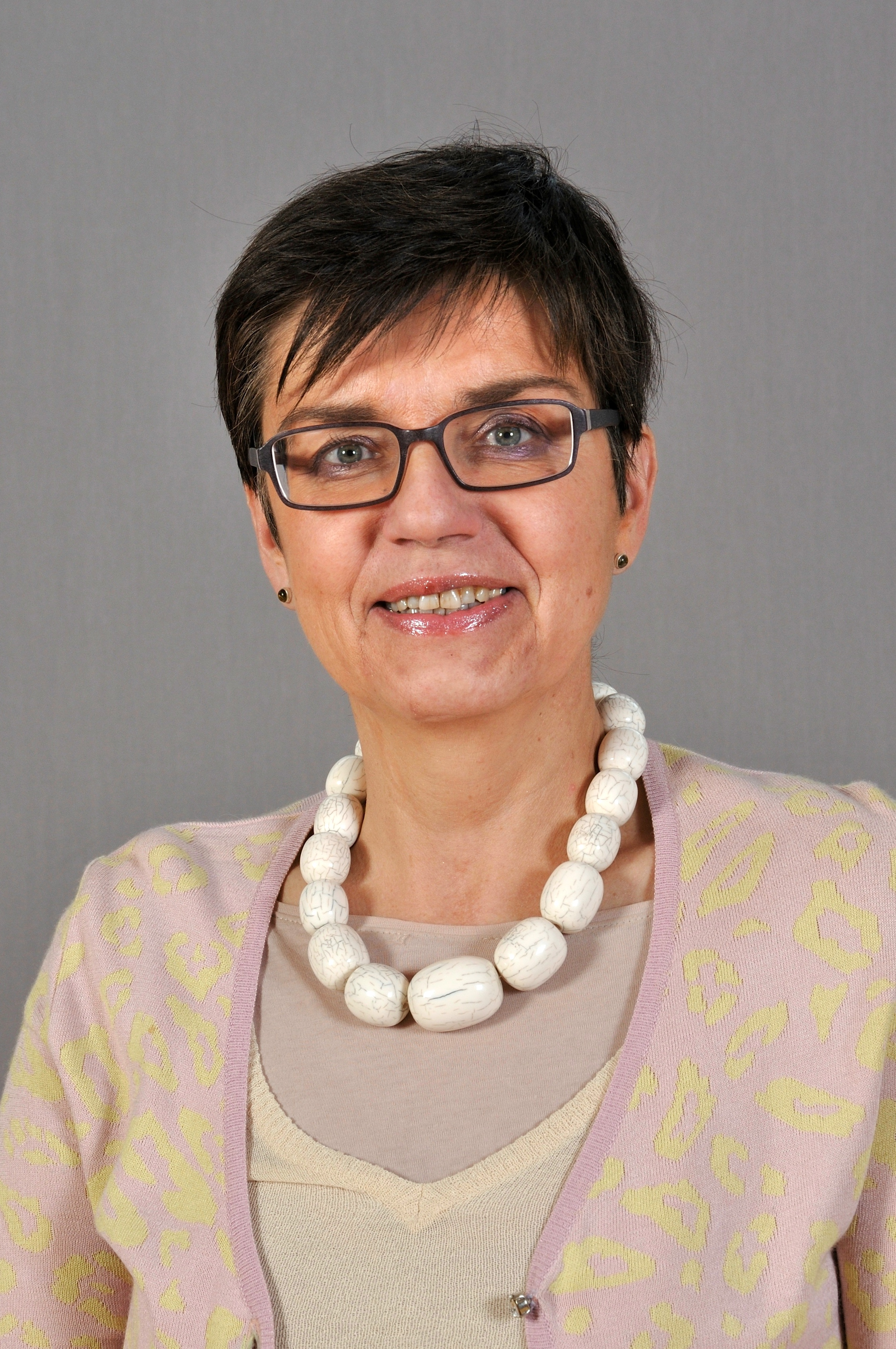
Madeleine Petrovic (2013)

Madeleine Petrovic (* 25. Juni 1956 in Wien, Geburtsname Demand) ist eine österreichische Politikerin (Liste Madeleine Petrovic, zuvor Die Grünen). Sie war von 1994 bis März 1996 Bundessprecherin der Grünen und von 2002 bis 2015 Landessprecherin der Grünen in Niederösterreich.

## Ausbildung und Beruf
Die Tochter eines Spediteurs besuchte nach der Volksschule ein Gymnasium und maturierte 1974. Im Anschluss studierte sie Rechtswissenschaften an der Universität Wien, wo sie 1978 zur Dr. iur. promovierte. Danach studierte sie Betriebswirtschaftslehre an der Wirtschaftsuniversität Wien (Mag. rer. soc. oec. 1982) und absolvierte eine zusätzliche Fremdsprachenausbildung. Petrovic ist geprüfte Gerichtsdolmetscherin für Englisch (Universität Wien) und verfügt über Sprachdiplome der Universitäten Michigan (Englisch) und Brüssel (Französisch). Sie war Studienassistentin am Institut für Römisches Recht und Antike Rechtsgeschichte der Universität Wien. 1984 war sie Beamtin im Bundesministerium für Arbeit und Soziales.

## Politik
Madeleine Petrovic war von 1986 bis 1987 in der Bezirksgruppe der Grünen in Döbling aktiv. Sie wurde 1987 in den Landesvorstand der Grünen Alternative Wien gewählt und zog am 5. November 1990 als Abgeordnete in den Nationalrat ein, dem sie bis zum 23. April 2003 angehörte. Während ihrer Tätigkeit im Parlament war sie Mitglied in verschiedenen Ausschüssen, am längsten gehörte sie dem Verfassungs- und dem Gleichbehandlungsausschuss an. 1992 wurde Petrovic zur Klubobfrau des Grünen Parlamentsklubs gewählt, 1994 und 1995 zog sie als Spitzenkandidatin in die Nationalratswahlen. Am 11. März 1993 hielt sie die mit 10 Stunden und 35 Minuten bis dahin längste Rede in der Geschichte des österreichischen Nationalrates, dieser Rekord wurde erst am 17. Dezember 2010 von ihrem Parteikollegen Werner Kogler überboten, allerdings im Budgetausschuss. Thema war ein EU-Bericht über das Abkommen über Jute und Juteerzeugnisse von 1989. Ziel des Redemarathons war die Hinauszögerung des folgenden Tagesordnungspunktes (Tropenholzgesetz). Am 5. Dezember 1993 war sie Ziel eines Briefbomben-Attentats von Franz Fuchs. Die Bombe wurde aber rechtzeitig entdeckt und konnte entschärft werden.
Petrovic, die ab 1994 auch Bundessprecherin gewesen war, musste bei der Nationalratswahl 1995 eine Niederlage einstecken und wurde bereits 1996 von Christoph Chorherr in dieser Funktion abgelöst. 1999 übernahm Alexander Van der Bellen auch die Funktion des Klubobmanns im Parlament, Petrovic war in der Folge seine Stellvertreterin. Sie wurde 2001 zur stellvertretenden Bundessprecherin der Grünen gewählt, 2003 wechselte sie vom Parlament in den Niederösterreichischen Landtag. Sie trat bei der Landtagswahl in Niederösterreich 2008 als Spitzenkandidatin an, scheiterte jedoch an dem Wahlziel des Einzugs in die Landesregierung und erlitt mit den Grünen leichte Verluste. Petrovic kündigte in der Folge an, nicht mehr für die Funktion der stellvertretenden Bundessprecherin der Grünen zu kandidieren. Am 31. Mai 2008 wurde Maria Vassilakou zu ihrer Nachfolgerin gewählt.
2013 beschloss Petrovic, für die Europawahl zu kandidieren. Da sie beim Bundeskongress der Grünen am 1. Dezember 2013 aber nur auf den fünften Listenplatz kam, entschied sie sich kurze Zeit später, mithilfe ihrer Landesgruppe einen Vorzugsstimmenwahlkampf zu führen, was für erhebliche Kritik sorgte, vor allem auch deshalb, weil eben jene Landesgruppe einen Vorzugsstimmenwahlkampf von Johannes Voggenhuber bei der Europawahl 2009 strikt abgelehnt hatte. Sie erhielt schließlich nur 11.168 der benötigten 20.505 Vorzugsstimmen (fünf Prozent der 410.089 für die Grünen abgegebenen Stimmen) und verpasste daher den Einzug in das EU-Parlament.
Nach der Landtagswahl in Niederösterreich 2018 schied sie aus dem Landtag aus. Seit Anfang Juli 2020 ist sie als Expertin für Tierschutz im Bundesministerium für Soziales, Gesundheit, Pflege und Konsumentenschutz tätig.
Im Mai 2024 kündigte sie an, mit einer eigenen Liste bei der Nationalratswahl  am 29. September 2024 kandidieren zu wollen.
Sie und ihr Team sammelten bis August 2024 die notwendige Zahl an Unterstützungserklärungen, damit die Liste Madeleine Petrovic bei der Nationalratswahl bundesweit antreten kann.

## Kontroversen im Zuge der COVID-19-Pandemie
Für Kritik sorgte im November 2021 eine Grußbotschaft Petrovics im Zusammenhang mit einer von der COVID-19-skeptischen Kleinpartei MFG–Österreich Menschen – Freiheit – Grundrechte organisierten Demonstration. Am 15. Jänner 2022 trat sie erneut bei einer Demonstration gegen die Impfpflicht auf und sorgte dort mit einer provokanten Wortmeldung für Aufsehen. Im Gegensatz zu den „Aufpassern“ seien auf der Demonstration keine Menschen, die von Pfizer oder der Bill & Melinda Gates Foundation bezahlt werden würden, so Petrovic.
Im Februar 2022 gründete Petrovic mit anderen Maßnahmen-Kritikern ein Bündnis, das den sofortigen Stopp aller Corona-Schutzmaßnahmen forderte, inklusive der Zurücknahme der Impfpflicht. Diesem Bündnis gehört unter anderem Andreas Sönnichsen an. Der Arzt und Politiker der deutschen Kleinpartei Die Basis wurde von der Medizinischen Universität Wien wegen Nichteinhaltung von Corona-Maßnahmen entlassen.

## Privates
Madeleine Petrovic wohnt in Gloggnitz im südlichen Niederösterreich. Am 9. Mai 2008 wurde sie zur Präsidentin des unabhängigen Wiener Tierschutzvereins gewählt.

## Auszeichnungen
- 1999: Großes Goldenes Ehrenzeichen mit dem Stern für Verdienste um die Republik Österreich[19]
- 2003: Goldenes Komturkreuz des Ehrenzeichens für Verdienste um das Bundesland Niederösterreich